# Schwanzflossen-Messeraale
Die Schwanzflossen-Messeraale (Apteronotidae) sind eine Familie der Neuwelt-Messerfische (Gymnotiformes). Die Fische leben im nördlichen und zentralen Südamerika vom Río de la Plata bis zum Río Tuira in Panama. Verbreitungsschwerpunkt und die größte Artenvielfalt liegen im Amazonasbecken.

## Merkmale
Der Körper der Schwanzflossen-Messeraale ist aalartig langgestreckt und seitlich zusammengedrückt. Wie bei allen Messerfischen ist die Afterflosse lang ausgezogen und zum Hauptantriebsorgan geworden. Bauchflossen fehlen, eine kleine, nicht mit der Afterflosse verbundene Schwanzflosse ist aber im Unterschied zu allen anderen Neuwelt-Messerfischen vorhanden. Auf dem Rücken befindet sich eine kleine, fadenförmige Fettflosse, die in eine Hautrinne verborgen werden kann. Bei einigen Arten ist die Schnauze rüsselartig verlängert. Die Augen sind klein, ihr Durchmesser ist kleiner als der Abstand zwischen den Nasenöffnungen. Schwanzflossen-Messeraale werden 16 Zentimeter bis 1,30 Meter lang. Alle Schwanzflossen-Messeraale können mit umgewandelten Nervenzellen ein elektrisches Feld erzeugen, das zur Orientierung und zur Kommunikation mit Artgenossen dient.

## Lebensweise
Über die Lebensweise der Schwanzflossen-Messeraale ist wenig bekannt. Sie haben in ihren Heimatgewässern einen großen Anteil an der Biomasse. Für die menschliche Ernährung sind sie nicht wichtig. Der Weißstirn-Messerfisch wird in größerem Umfang zu aquaristischen Zwecken exportiert.

## Systematik
Fishbase listet 89 Arten in 16 Gattungen. Es ist damit zu rechnen das in Zukunft weitere Arten entdeckt und neu beschrieben werden. Die Apteronotidae werden in zwei Unterfamilien unterteilt.
- Unterfamilie Apteronotinae
  - Gattung Adontosternarchus
    - 6 Arten

  - Gattung Apteronotus

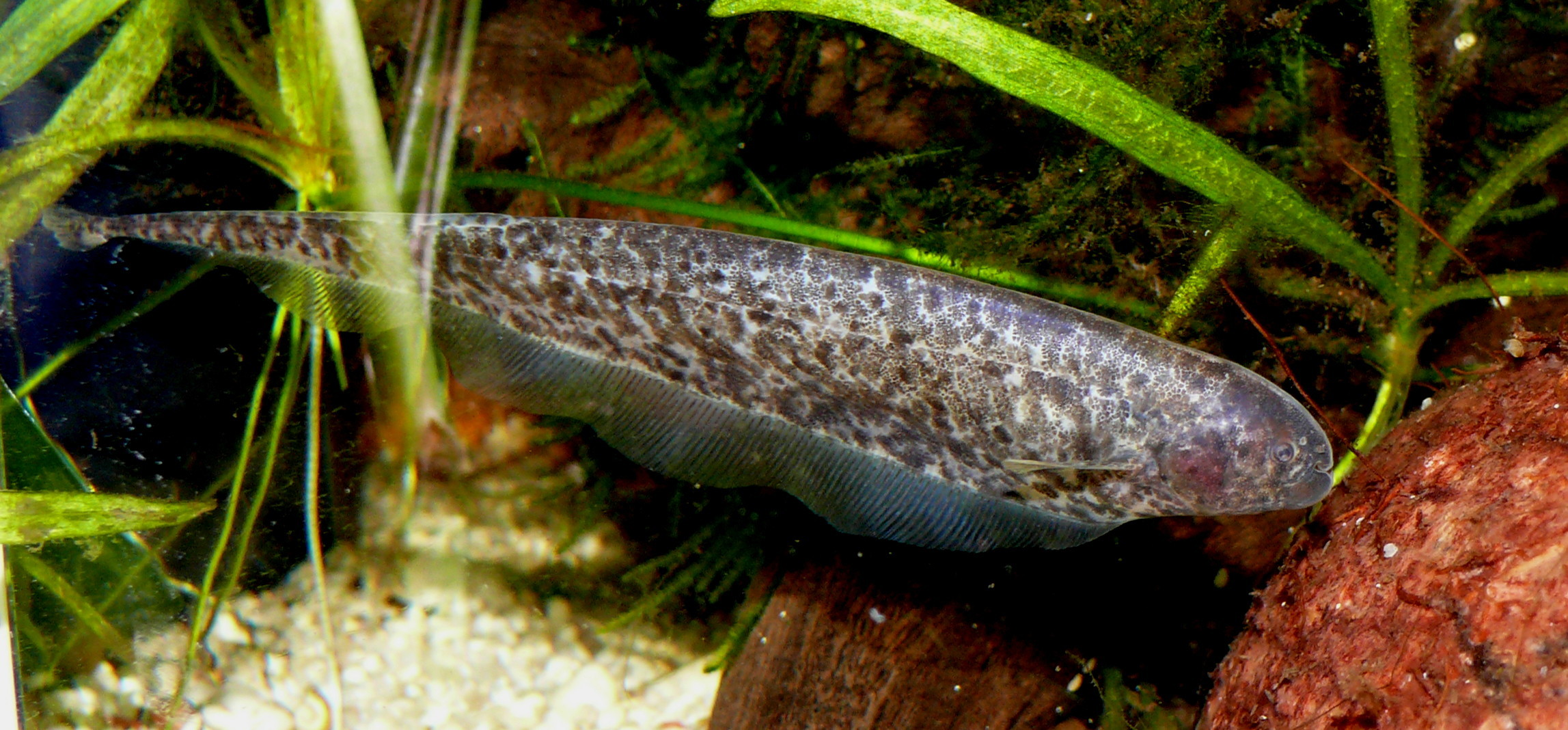
Marmorierter Messerfisch (Adontosternarchus balaenops)

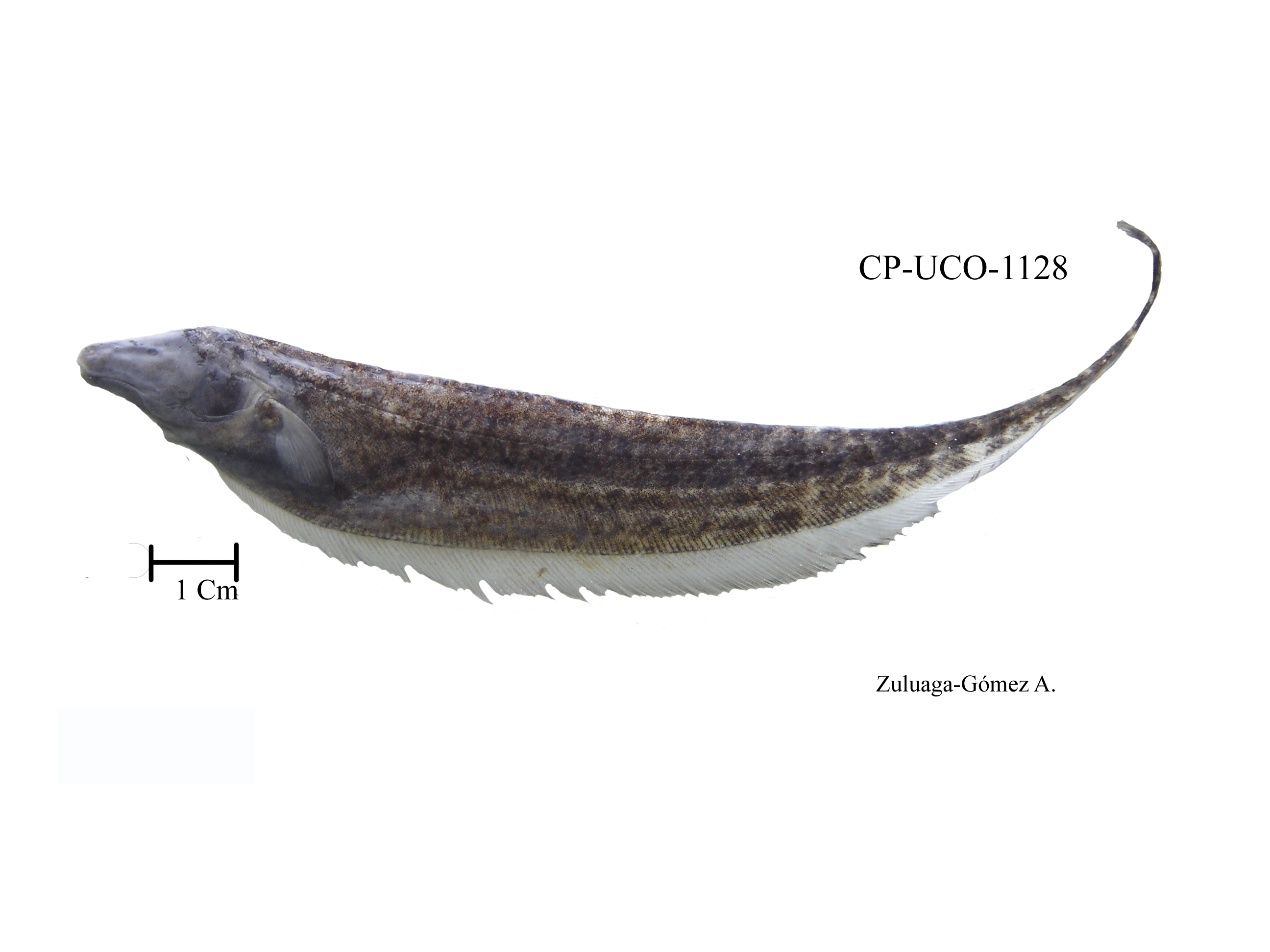
Apteronotus eschmeyeri

    - Apteronotus acidops Triques, 2011.
    - Weißstirn-Messerfisch (Apteronotus albifrons (Linnaeus, 1766))
    - Apteronotus anu de Santana & Vari, 2013.
    - Apteronotus apurensis Fernández-Yépez, 1968.
    - Apteronotus baniwa de Santana & Vari, 2013.
    - Apteronotus bonapartii (Castelnau, 1855).
    - Apteronotus brasiliensis (Reinhardt, 1852).
    - Apteronotus camposdapazi de Santana & Lehmann, 2006.
    - Apteronotus caudimaculosus Santana, 2003.
    - Apteronotus cuchillejo (Schultz, 1949).
    - Apteronotus cuchillo Schultz, 1949.
    - Apteronotus ellisi (Alonso de Arámburu, 1957).
    - Apteronotus eschmeyeri de Santana, Maldonado-Ocampo, Severi & Mendes, 2004.
    - Apteronotus galvisi de Santana et al., 2007.
    - Apteronotus ferrarisi de Santana & Vari, 2013.
    - Apteronotus jurubidae (Fowler, 1944).
    - Langschnauzen-Messerfisch (Apteronotus leptorhynchus (Ellis, 1912))
    - Apteronotus macrolepis (Steindachner, 1881).
    - Apteronotus macrostomus (Günther, 1870).
    - Apteronotus magdalenensis (Miles, 1945).
    - Apteronotus mariae (Eigenmann & Fisher, 1914).
    - Apteronotus milesi de Santana & Maldonado-Ocampo, 2005.
    - Apteronotus pemon de Santana & Vari, 2013.
    - Apteronotus rostratus (Meek & Hildebrand, 1913).
    - Apteronotus spurrellii (Regan, 1914).

  - Gattung Compsaraia
    - Compsaraia compsa (Mago-Leccia, 1994).

  - Gattung Magosternarchus
    - Magosternarchus duccis Lundberg, Cox Fernandes & Albert, 1996.
    - Magosternarchus raptor Lundberg, Cox Fernandes & Albert, 1996.

  - Gattung Megadontognathus
    - Megadontognathus cuyuniense Mago-Leccia, 1994.
    - Megadontognathus kaitukaensis Campos-da-paz, 1999.

  - Gattung Melanosternarchus Bernt et al., 2018.Melanosternarchus amaru

Melanosternarchus amaru

    - Melanosternarchus amaru Bernt et al., 2018.

  - Gattung Parapteronotus
    - Parapteronotus hasemani (Ellis, 1913).

  - Gattung Pariosternarchus
    - Pariosternarchus amazonensis Albert & Crampton, 2006.

  - Gattung Platyurosternarchus
    - Platyurosternarchus macrostomus (Günther, 1870).

  - Gattung Porotergus
    - Porotergus gimbeli Ellis, 1912.
    - Porotergus gymnotus Ellis, 1912.

  - Gattung Sternarchella
    - Sternarchella calhamazon Lundberg et al., 2013.
    - Sternarchella curvioperculata Godoy, 1968.
    - Sternarchella orthos Mago-Leccia, 1994.
    - Sternarchella patriciae Evans et al., 2017.
    - Sternarchella rex Evans et al., 2017.
    - Sternarchella schotti (Steindachner, 1868).
    - Sternarchella sima Starks, 1913.
    - Sternarchella terminalis (Eigenmann & Allen, 1942).

  - Gattung Sternarchogiton
    - Sternarchogiton labiatus de Santana & Crampton 2007.
    - Sternarchogiton nattereri (Steindachner, 1868).
    - Sternarchogiton porcinum Eigenmann & Allen, 1942.
    - Sternarchogiton zuanoni de Santana & Crampton 2007.

  - Gattung Sternarchorhynchus[3]Sternarchorhynchus retzeri
    - 32 Arten

  - Gattung Tembeassu

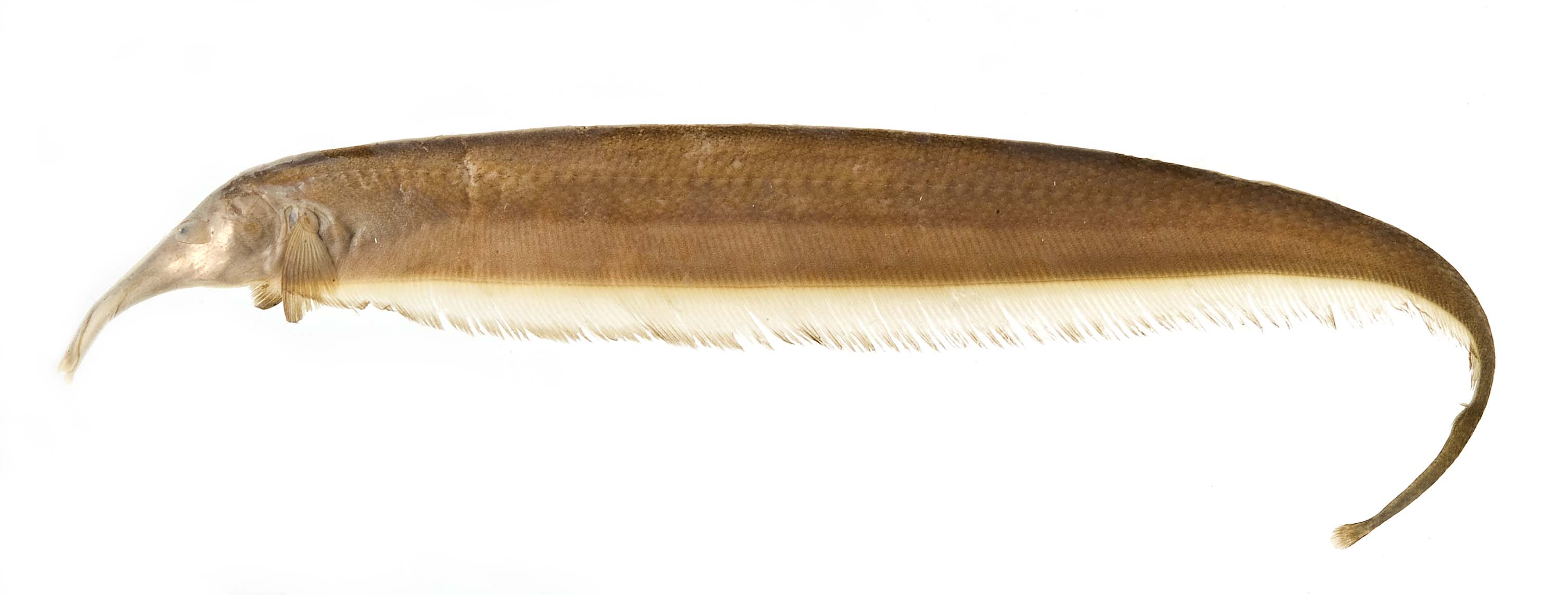
Sternarchorhynchus retzeri

    - Tembeassu marauna Triques, 1998.

  - Gattung Tenebrosternarchus[4]Tenebrosternarchus preto

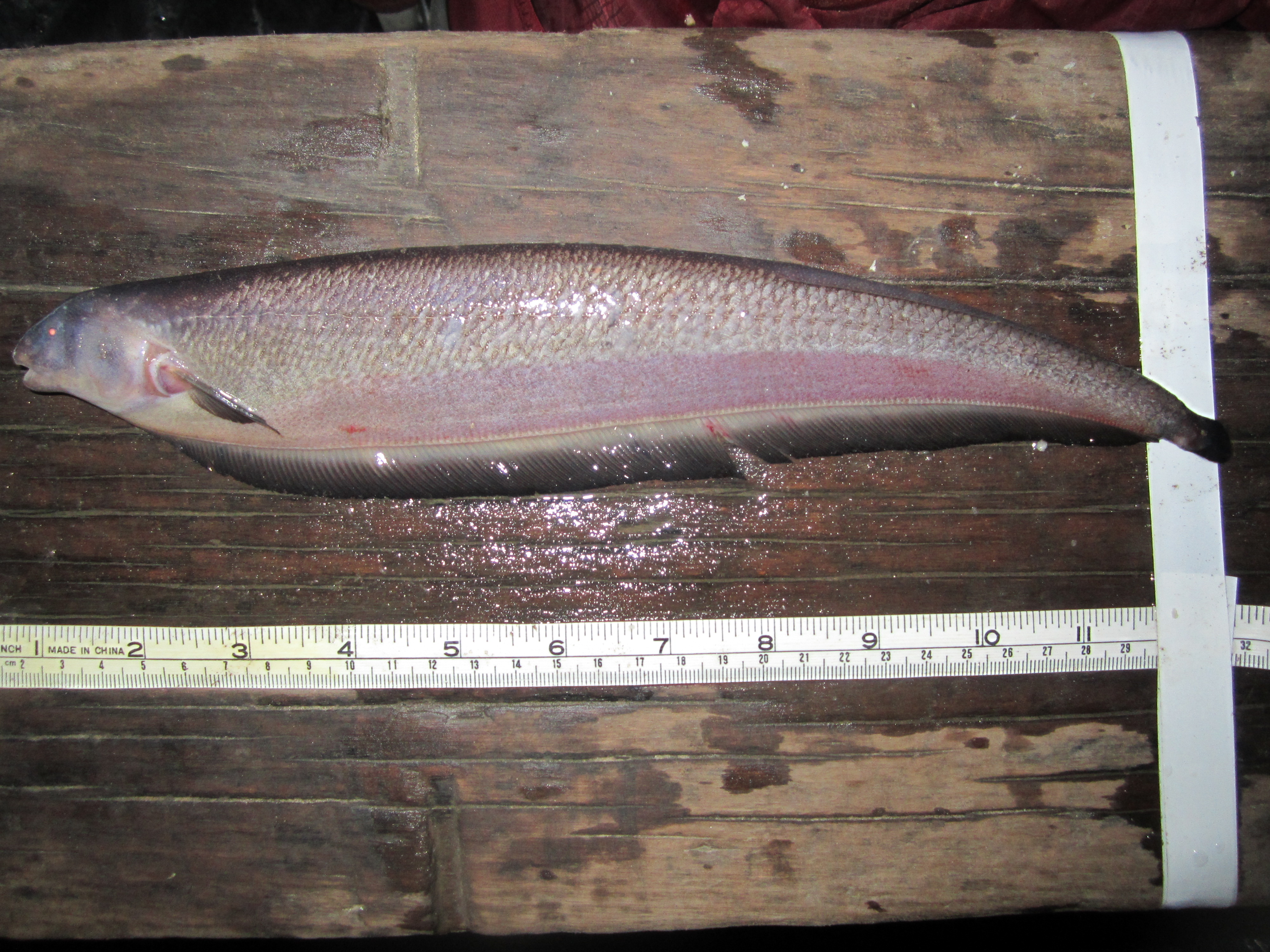
Tenebrosternarchus preto

    - Tenebrosternarchus preto (de Santana & Crampton 2007).
- Unterfamilie Sternarchorhamphinae
  - Gattung Orthosternarchus
    - Orthosternarchus tamandua (Boulenger, 1898).

  - Gattung Sternarchorhamphus
    - Sternarchorhamphus muelleri (Castelnau, 1855).